# 淡乃晶
淡乃 晶（あわの あきら、1991年 - ）は、日本の作家、脚本家、演出家。東京都出身。

## 略歴
舞台や朗読の脚本・演出、イベント企画構成、シナリオライティングなどを行う。2014年に演劇集団fragment edgeを旗揚げ。
以降、百合作品の創作をメインとして活動を続ける。2020年には朗読劇『さよならローズガーデン』の脚本・演出を担当した。

## 主な作品

### 演劇（脚本・演出）
2014年
- 8月22〜24日 fragment edge No.1『うみがめくれる』＠プロトシアター
- 12月23〜24日 fragment edge No.1.5『フラグメントパーティ』＠秋葉原アトリエ『ACT＆B』（オムニバスのうち1作品『篝火日記』を担当）

2015年
- 8月26〜30日 fragment edge No.2『スフィリア』＠シアターKASSAI

2016年
- 1月27〜31日 fragment edge No.3『禽獣のクルパ』@上野ストアハウス
- 5月13〜15日 fragment edge presents 柳瀬晴日生誕記念公演『柳瀬晴日地獄』＠中野スタジオあくとれ（作中演劇『煉華綺譚』）
- 8月3〜7日 fragment edge No.4『うみがめくれる -inversion-』＠Space雑遊
- 12月21〜25日 fragment edge No.5『プリンセス・アジェンダ 』＠シアターKASSAI

2017年
- 5月17〜21日 株式会社クリエイティブアーツ『エンブリオ』＠シアターサンモール
- 9月2〜10日  fragment edge No.6『廃街の紙天使たちへ』＠TACCS1179

2018年
- 2月21〜25日 fragment edge No.6.5『空蝉』＠高田馬場ラビネスト（演出のみ）
- 4月11〜15日『舞台版 華枕 〜願い巡りて〜』＠ラゾーナ川崎プラザソル
- 7月12〜16日 fragment edge No.7『QuartZ -クォーツ-』＠TACCS1179
- 12月12〜16日 オッドエンタテインメント主催『Stray Sheep Paradise』＠俳優座劇場

2019年
- 8月15〜18日 オッドエンタテインメント主催『Stray Sheep Paradise:em』＠あうるすぽっと
- 10月30〜11月4日 fragment edge No.8『禽獣のクルパ -Avalon-』＠TACCS1179
- 12月28日 Portowal birchとfragment edge『・白夜港・』＠目白古民家（一部脚本・演出）

2020年
- 10月3〜4日 fragment edge 配信公演『だから光が欲しいのさ』（脚本・演出）

2021年
- 6月24〜27日 さんかくクラブ『プレイ・アフター』@遊空間がざびぃ（脚本・演出）

### 朗読（脚本・演出）
2016年
- 12月2日 株式会社クリエイティブアーツ 『Short Story Girls#1』＠目黒鹿鳴館

2017年
- 1月31日 株式会社クリエイティブアーツ 『Short Story Girls#2』＠目黒鹿鳴館
- 2月24日 株式会社クリエイティブアーツ 『Short Story Girls#3』＠目黒鹿鳴館
- 3月31日 株式会社クリエイティブアーツ 『Short Story Girls#4』＠目黒鹿鳴館
- 6月29日 株式会社クリエイティブアーツ 『Short Story Girls#5』＠目黒鹿鳴館
- 7月26日 株式会社クリエイティブアーツ 『Short Story Girls#6』＠目黒鹿鳴館
- 8月30日 株式会社クリエイティブアーツ 『Short Story Girls#7』＠目黒鹿鳴館（脚本提供のみ）
- 9月21日 株式会社クリエイティブアーツ 『Short Story Girls#8』＠目黒鹿鳴館（脚本提供のみ）
- 10月18日 株式会社クリエイティブアーツ 『Short Story Girls#9』＠目黒鹿鳴館
- 11月28日 株式会社クリエイティブアーツ 『Short Story Girls#10』＠目黒鹿鳴館

2018年
- 1月31日 株式会社クリエイティブアーツ 『Short Story Girls#11』＠目黒鹿鳴館
- 2月28日 株式会社クリエイティブアーツ 『Short Story Girls#12』＠目黒鹿鳴館（脚本提供のみ）
- 3月30日 株式会社クリエイティブアーツ 『Short Story Girls#13』＠目黒鹿鳴館（脚本提供のみ）
- 8月5日 『ナーサリーナイト 〜なつまつりカフェ編〜』＠カフェトリオンプ（脚本提供）
- 8月24〜26日 高橋みのり×淡乃晶×北島とわ 夏の終わりの朗読会『ブルーモーメントの指先』＠La grotte

2019年
- 4月13〜14日 リーディングキャラバンLagos vol.1『ハイドアウト・オアシス』＠中野新橋PrimeTheater
- 6月28日・30日 オッドフェスDX Reading Story『Stray Sheep Paradise』〜EGO〜／〜IDO〜（IDOは演出のみ）＠シアターサンモール

2020年
- 2月8〜9日 朗読劇『さよならローズガーデン』＠TACCS1179（脚本・演出）

2021年
- 3月7〜8日 flower87box企画 朗読劇『ユメクスシ』@配信公演（脚本提供）
- 3月14日 淡乃晶×あづみー ろうどくあつめ『夜の光に溺れる』＠配信（脚本提供）

### 音声作品（シナリオ）
2021年
- 4月下旬発売 Sukera Sono『メイドインドリーム 〜姫様とメイドの甘々生活〜』（シナリオ）
- 6月下旬発売 Sukera Sono『しまこい。 〜姉妹で恋するヒミツの時間〜』（シナリオ）
- 8月下旬発売 Sukera Sono『ナツトリップ 〜きみと花火と海と夢〜』（シナリオ）

2019年
- 7月19日発売 AxelaStar『秘密の花束』（第三話脚本[2]／パッケージ版・DL版）

### 同人（サークル「SnestraiN」）
2016年
- 10月23日 コミティア118『柊ミナモは溺死する。』（ノベル担当）

2017年
- 11月23日 コミティア122『華胥幽花』（ノベル担当）

2018年
- 8月19日 コミティア125『やすっぽい言葉で片付けないで』

### ゲーム（シナリオ）
2016年
- 6月16日発売 スターフィッシュ・エスディ3DS専用ソフト『高円寺女子サッカー3』（一部シナリオ担当）

## イベント（企画・構成）
2018年
- 1月14日 『百合ナイト 第0回』＠ロフトプラスワン（出演／企画進行）
- 5月27日 『百合ナイト 第1回』＠ロフトプラスワン（出演／企画進行）

2019年
- 3月17日 SukeraSparo『ことのはアムリラート ファンミーティング ～第1回異世界ユリアーモ大会～』＠二子玉川アレーナホール（イベント構成）
- 4月6日『「Stray Sheep Paradise」Blu-ray発売決定記念イベント ～2019春の大発表会～』＠AKIHABARAゲーマーズ本店 6F（出演／イベント構成）
- 7月2日 ドラマCD『秘密の花束』発売記念トークイベント＠阿佐ヶ谷LoftA（出演／イベント構成）
- 9月22日 SukeraSparo『ことのはアムリラート ファンミーティング ～第2回・3回異世界ユリアーモ大会～』＠東京カルチャーカルチャー／阿佐ヶ谷LoftA（イベント構成）

2021年
- 9月25日『百合愛好家サロン』＠阿佐ヶ谷LoftA（出演／イベント構成）※オーイワトモコさんと共同企画

## ラジオ
2016年
- 12月9日放送 FMうらやす 83.6MHz『かなみんの~HappyStrawberryRoad~』（ゲスト出演）